# Droga wojewódzka nr 528
Droga wojewódzka nr 528 (DW528) – droga wojewódzka w północnej Polsce w województwie warmińsko-mazurskim przebiegająca przez teren powiatów: lidzbarskiego i ostródzkiego. Droga ma długość 28 km. Łączy miasto Orneta z Morągiem.

## Przebieg drogi
Droga rozpoczyna się na rondzie w Ornecie, gdzie odchodzi od drogi wojewódzkiej nr 507. Następnie kieruje się w stronę południowo - zachodnią i po 28 km dociera do Morąga, gdzie kończy się na skrzyżowaniu z drogą wojewódzką 527. Na odcinku od miejscowości Głodówko do Starych Bolit posiada walory drogi widokowej (Pojezierze Olsztyńskie).

## Miejscowości leżące przy trasie DW528
- Orneta
- Głodówko
- Miłakowo
- Stare Bolity
- Niebrzydowo Wielkie
- Jurki
- Plebania Wólka
- Morąg